# Філіпень (комуна)
Філіпень, Філіпені (рум. Filipeni) — комуна у повіті Бакеу в Румунії. До складу комуни входять такі села (дані про населення за 2002 рік):
- Белая (133 особи)
- Брад (305 осіб)
- Валя-Боцулуй (213 осіб)
- Мерешть (438 осіб)
- Педурень (56 осіб)
- Слобозія (129 осіб)
- Фрунтешть (422 особи)
- Філіпень (782 особи)

Комуна розташована на відстані 248 км на північ від Бухареста, 20 км на схід від Бакеу, 75 км на південний захід від Ясс, 139 км на північний захід від Галаца.

## Населення
За даними перепису населення 2002 року у комуні проживали 2478 осіб.
Національний склад населення комуни:
| Національність | Кількість осіб | Відсоток |
| -------------- | -------------- | -------- |
| румуни         | 2477           | > 99,9%  |
| угорці         | 1              | < 0,1%   |

Рідною мовою назвали:
| Мова      | Кількість осіб | Відсоток |
| --------- | -------------- | -------- |
| румунську | 2477           | > 99,9%  |
| угорську  | 1              | < 0,1%   |

Склад населення комуни за віросповіданням:
| Релігія       | Кількість осіб | Відсоток |
| ------------- | -------------- | -------- |
| православні   | 2455           | 99,1%    |
| римо-католики | 17             | 0,7%     |
| адвентисти    | 6              | 0,2%     |